# جون دالتون
جون دالتون (بالإنجليزية: John Dalton)‏ (6 سبتمبر 1766 - 27 يوليو 1844) كيميائي بريطاني وضع النَّظريَّة الذَّريَّة الحديثة المُسماة باسمه.

## حياته
ولد عالم الكيمياء جون دالتون في قرية إنجليزية صغيرة تدعى (ايكزفيلد كمبرلاند). نشأ في أسرة فقيرة. كان أبوه نساجًا وتوفي اثنين من إخوته جوعًا وبردًا. لمع منذ أعوامه الدراسية الأولى في الرياضيات وحل المسائل الرياضية المعقدة وفي الخامسة عشرة من عمره أصبح أستاذا في مدرسة القرية ثم تركها وانتقل إلى كندال في عام 1781 حيث عمل مدرسًا أيضًا.
كان لدالتون مرصدا صغيرا لمراقبة الأحوال الجوية ووضع جداول لتسجيل المعطيات اليومية لكل من الضغط الجوي وكمية المطر والرطوبة والرياح وغيرها.
تعلم دالتون على يد العلامة الضرير جون هوف اللغة اليونانية واللاتينية والفرنسية والرياضيات ونال إعجابه وتقدير زملائه وسكان المدينة.
قام بكتابة مقالات في مجلة لتبسيط العلوم ودرس المذهب الطبيعي في الفلسفة في الكلية الجديدة في مانشستر وكندال في آن واحد معا.
ثم انتقل كليا إلى مانشستر العام 1793.

## الوسام الذهبي
زار دالتون لندن سنة 1809 والتقى بكبار العلماء فيها، فعرضوا عليه دخول الجمعية الملكية لكنه رفض لتعلقه بمانشستر، عينته أكاديمية العلوم الفرنسية عضوا مراسلا وأصبح رئيسا للجمعية الأدبية والفلسفية من مانشستر العام 1817 وفي العام 1822 سافر بعدها إلى باريس والتقى جميع العلماء لا سيما بالعالم غي لوساك.
ثم عاد إلى مانشستر ووضع جدولا للأوزان الذرية لمعظم العناصر وكان يقوم بتجديده دائما وفي سنة 1826 منحته الحكومة الإنكليزية وساما ذهبيا تقديرا لاكتشافاته في الكيمياء والفيزياء ومنحته بلدية مانشستر لقب مواطن شرف وأقامت له تمثالا في أكبر قاعاتها Town-Hall.

## النظرية الذرية
يعتبر دالتون أبا للكيمياء الحديثة وذلك بعد أن اقترح النظرية الذرية للمادة حوالي العام 1803 أن نظرية دالتون تعتمد على قوانين بقاء الكتلة والنسب الثابتة والتي اشتقت من العديد من الاستنتاجات المباشرة، تتكون المادة من العديد من الجسيمات غير القابلة للتجزئة تسمى الذرات، أما محتوى نظرية دالتون هو أن المادة تتكون من العديد من الجسيمات غير القابلة للتجزئة تسمى الذرات إضافة إلى أن كل ذرات العنصر تتميز بنفس الخواص (الحجم - الشكل - الكتلة) والتي تختلف باختلاف العناصر. كما أن التفاعل الكيميائي يحدث عند تبديل وضعية الذرات وتحويلها من منظومة لأخرى.
لقد ثبت نجاح نظرية دالتون عبر تفسيرها لبعض الحقائق القائمة في ذلك الوقت كما أنها استطاعت أيضاً التنبؤ ببعض القوانين غير المكتشفة.
1- تضمنت هذه النظرية قانون حفظ الكتلة حيث إن التفاعل الكيميائي لا يفعل شيئا سوى إعادة توزيع الذرات ولم تفقد أي ذرة في هذه المنظومة وبالتالي تظل الكتلة ثابتة عند حدوث التفاعل.
2- فسرت نظرية دالتون قانون النسب الثابتة بافتراضها أن المادة تتكون من عنصرين B,A وان أي جزيء من هذه المادة يتكون من ذرة واحدة من A وذرة واحدة من B (يعرف من الجزيء بأنه مجموعة ذرات مترابطة مع بعضها بقوة تسمح لها بالتصرف أو إعادة التنظيم كجسيم واحد كما افترض أيضاً أن كتلة الذرة A تكون ضعف كتلة الذرة B وبالتالي فإن الذرة A تساهم بضعف الكتلة التي تساهم بها الذرة B في تكوين جزيئي واحد من هذه المادة الأمر الذي يعني أن نسبة كتلة الذرة A إلى الذرة B هي ½. أما إذا أخذنا مجموعة كبيرة من جزيئات هذه المادة فإننا نجد دائما ان عدد ذرات A مساو لعدد ذرات B الأمر الذي يعني أنه بغض النظر عن حجم العينة فإننا نحصل دائماً على نسبة كتلة B-A تساوي ½ وبالمثل إذا فاعلنا A مع B لنحصل على هذا الجزيئي سنجد أن أي ذرة من A تتحد مع ذرة واحدة من B اما إذا خلطنا 100 ذرة من A مع 110 ذرة من B نجد أنه قد تبقت 10 ذرات من B غير متفاعلة بعد اكتمال التفاعل.
تنبأت نظرية دالتون بقانون النسب المتضاعفة: عند تكوين مركبين مختلفين من نفس العنصرين فإن كتلتي أحد العنصرين اللتين تتفاعلان مع كتلة ثابتة من العنصر الآخر تكونان في شكل نسبة عددين بسيطين وصحيحين.

## الأوزان الذرية
توصل إلى وضع فكرة الأوزان الذرية النسبية للعناصر الكيميائية وحين ألقى أول محاضرة في هذا المجال أدهش العلماء وفتح أذهانهم حول أمور كثيرة فقد وضع المبدأ لكنه وجد صعوبة كبيرة في الوصول إلى حقيقة الأمر بعد أن كانت نتائج أبحاثه خطأ لكن المبدأ الذي عمل على أساسه كان سليما.

## عمى الألوان
شرع دالتون وللمرة الأولى في التاريخ بتحليل إدراكه الذاتـي للنور، عاد إلى الطبيعة وإلى طفولته المفتونة بعلم النبات حيـث بدا له لـون زهـرة البرسيم الزهري أزرق زاهيا ولون زهرة ابنة الراعي أزرق عندما كان يقطفها في الخارج وبعدها يحضرهـا إلـى المنزل وينظر إليها قرب ضوء الشمعة يتبدل لونهـا بطريقـة غريبـة مـن اللـون الأزرق إلى اللـون الأصفـر، تأمـل دالتون فـي هـذه المسألـة وهـل كـان هذا الإدراك خاصا به فقط؟ سأل دالتون تلاميذه في المدرسة فظهر 4 أو 5 فتيان يعانون من نفس المشكلة، لقد كان دالتون الرائد في تحديد العمى اللوني ودراسته علميا ودعيت هذه الحالة بـ الدالتونية وحتى الآن في فرنسا لا زالت تدعى بهذا الاسم.
لقد ظن دالتون أن سبب عمـاه اللونـي وجـود سائل أزرق داخـل عينـية لذا طـلب مـن طبيبـه رانسوم أن يستخدم إحدى عينية ويشرحها ونفـذ رانسوم الوصيـة واستخرج إحـدى مقلتـي عيني دالتـون ولم نجـد سائلا أزرق لذا اعتقد رانسوم أن المشكلة لها علاقة بأمر نفسي أمر بين الدماغ والعين.

## إنجازاته العلمية
- نشر عدداً من الأبحاث في تفنيد الخيمياء (الكيمياء القديمة).
- النظرية الذرية في الكيمياء.
- محاضرات في عمى الألوان.
- من أهم مؤلفاته نظام جديد للفلسفة الكيميائية سنة 1808.

## طرق التجارب لدى دلتون
لقد أحيا العالم دالتون فكرة ديمقريطس حول انقسام المادة وبنيتها المجهرية الذرية فأفترض بأن ذرات النوع الكيميائي الواحد تكون متماثلة فيما بينها وذات نفس الكتلة، بينما ذرات الأنواع المختلفة تكون بدورها مختلفة واعتبر أن الذرة متعادلة كهربائيا.
ولقد وضع دالتون أول نظرية عن تركيب الذرة حيث قال إن:
1 - المادة تتكون من دقائق صغيرة جداً تسمى الذرات.
2 - العنصر يتكون من ذرات مصمتة متناهية في الصغر لا تتجزأ.
3 - ذرات العنصر الواحد متشابهة.
4 - تختلف الذرات من عنصر لآخر.
5 -التفاعل الكيميائي هو إعادة توزيع الذرات دون المساس بصفاتها الأساسية

## الحياة الشخصية والعامة

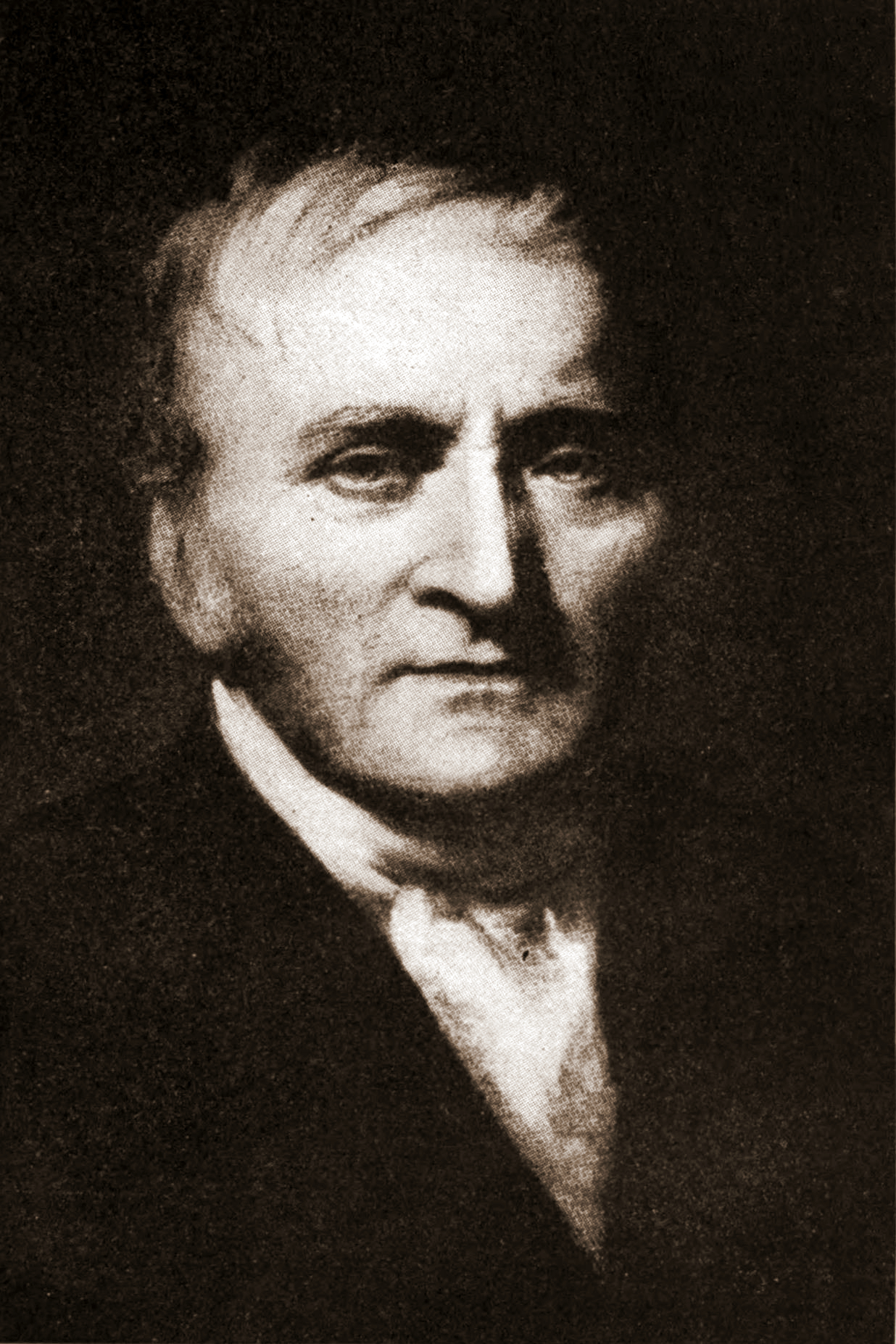
جون دالتون

بخلاف الكيمياء فقد اهتم دالتون بدراسة الغازات والطقس. كما أنه اكتشف عمى الألوان لدى بعض الناس، وقد كان هو نفسه من هؤلاء. لم يتزوج دالتون ولم يكن لديه سوى عدد قليل من الأصدقاء المقربين. كان جون دالتون مسيحي على مذهب جمعية الأصدقاء الدينية، وعاش حياة شخصية بسيطة ومتواضعة.

## وفاته وذكراه
توفـي دالتون في 27 تموز 1844 فاهتزت مانشستر للنبـأ ونكست الأعـلام لمـدة أسبوعيـن دفـن في مدافـن اردفيـك بعد أن بقـي العالم يمر أمام جثمانه لمدة أسبوعين.

## وصلات خارجية
- جون دالتون على موقع الموسوعة البريطانية (الإنجليزية)
- جون دالتون على موقع إن إن دي بي (الإنجليزية)